# Bradenham, Buckinghamshire
Bradenham är en ort och civil parish i Storbritannien.   Den ligger i kommunen Buckinghamshire och riksdelen England, i den södra delen av landet, 50 km väster om huvudstaden London. Bradenham ligger 111 meter över havet och antalet invånare är 722.
Terrängen runt Bradenham är huvudsakligen platt, men norrut är den kuperad. Runt Bradenham är det tätbefolkat, med 511 invånare per kvadratkilometer. Närmaste större samhälle är High Wycombe, 5,8 km sydost om Bradenham. Omgivningarna runt Bradenham är en mosaik av jordbruksmark och naturlig växtlighet.